# Florentijn Hofman
Florentijn Hofman (16 de abril de 1977) es un artista holandés que crea juguetonas instalaciones urbanas como el Rubber Duck y el HippopoThames, una instalación de 2014 en el río Támesis en Londres. 

## Vida y carrera
Hoffman nació el 16 de abril de 1977 en Delfzijl en los Países Bajos. Asistió a la escuela primaria y secundaria en Emmen. Estudió artes en la academia de arte de Kampen. Obtuvo una maestría en arte en Weissensee, Berlín. Vive en Róterdam, Holanda, y tiene cuatro hijos.

### Obras de arte
En su mayoría, trabaja en la reproducción de versiones grandes de objetos cotidianos, como pisos laminados y chanclas. Con estas esculturas, quiere hacer las vidas de las personas más felices. El propósito de su arte es promover el mensaje de curación. En 2005, creó un pájaro gigante para el festival Crossing Border Festival 2005, donde estaba ubicado en lo alto del Ayuntamiento de La Haya. En 2006, el Museo de Historia Natural de Róterdam, cuyo personal esperaba que la estatua evitara que las aves volaran hacia las ventanas de cristal de los edificios.
Su obra más conocida, Rubber Duck, hizo su debut en 2007 en Saint-Nazaire, Francia, y desde entonces ha aparecido en muchas ciudades del mundo. En 2011, el Museo de Arte de la Prefectura de Hyōgo en Kobe, Japón, le encargó la creación de otra obra, que se convirtió en la rana de Kobe. Inicialmente, el museo quería que se colocara el pato de goma en su techo, lo que Hofman declinó. En 2014, introdujo HippopoThames en Londres en el río Támesis, y Moon Rabbit en Taiwán, antes de un festival de land art en Taoyuan. En 2016, creó una escultura flotante de peces en Wuzhen, China, y dos esculturas de animales llamadas PETS para el aeropuerto Schiphol de Ámsterdam. En 2017, creó el parque infantil Kraken en Shenzen, China, en un sitio que había sido ocupado por un antiguo portaaviones soviético.
Las esculturas de Hofman son temporales, incluso el Rubber Duck, que hace apariciones en ciudades de todo el mundo, se crea de nuevo localmente. Le gusta esto porque los coleccionistas privados ricos o aquellos que ven el arte únicamente como una inversión no pueden comprar sus esculturas. En una entrevista de 2013, declaró: "No creo mucho en que el arte sea para siempre. Gran parte del arte lo compran personas que tienen dinero. Pero soy partidario del arte público en los espacios públicos". También está estrictamente en contra de la comercialización de su arte, y solo vende réplicas en miniatura, cuyos beneficios se destinan a organizaciones locales sin fines de lucro. En Hong Kong en 2013, fue la Fundación Alegre (Salud Mental); en Pittsburgh en 2014, fue el Pittsburgh Cultural Trust.

### Propiedad intelectual
La postura estricta de Hofman sobre la comercialización también se traduce en mercancía. Canceló una aparición en Keelung, Taiwán, para protestar por el hecho de que los organizadores habían convertido la escultura en un "circo comercial". Esto condujo a un artículo de opinión titulado "La cultura de la imitación debe parar" en el Global Times, una rama del Diario del Pueblo, el periódico oficial del Partido Comunista de China. Por otro lado, ha sido criticado porque "las reproducciones no infringen un copyright intelectual que Hofman no puede legítimamente reclamar como propio".

## Galería

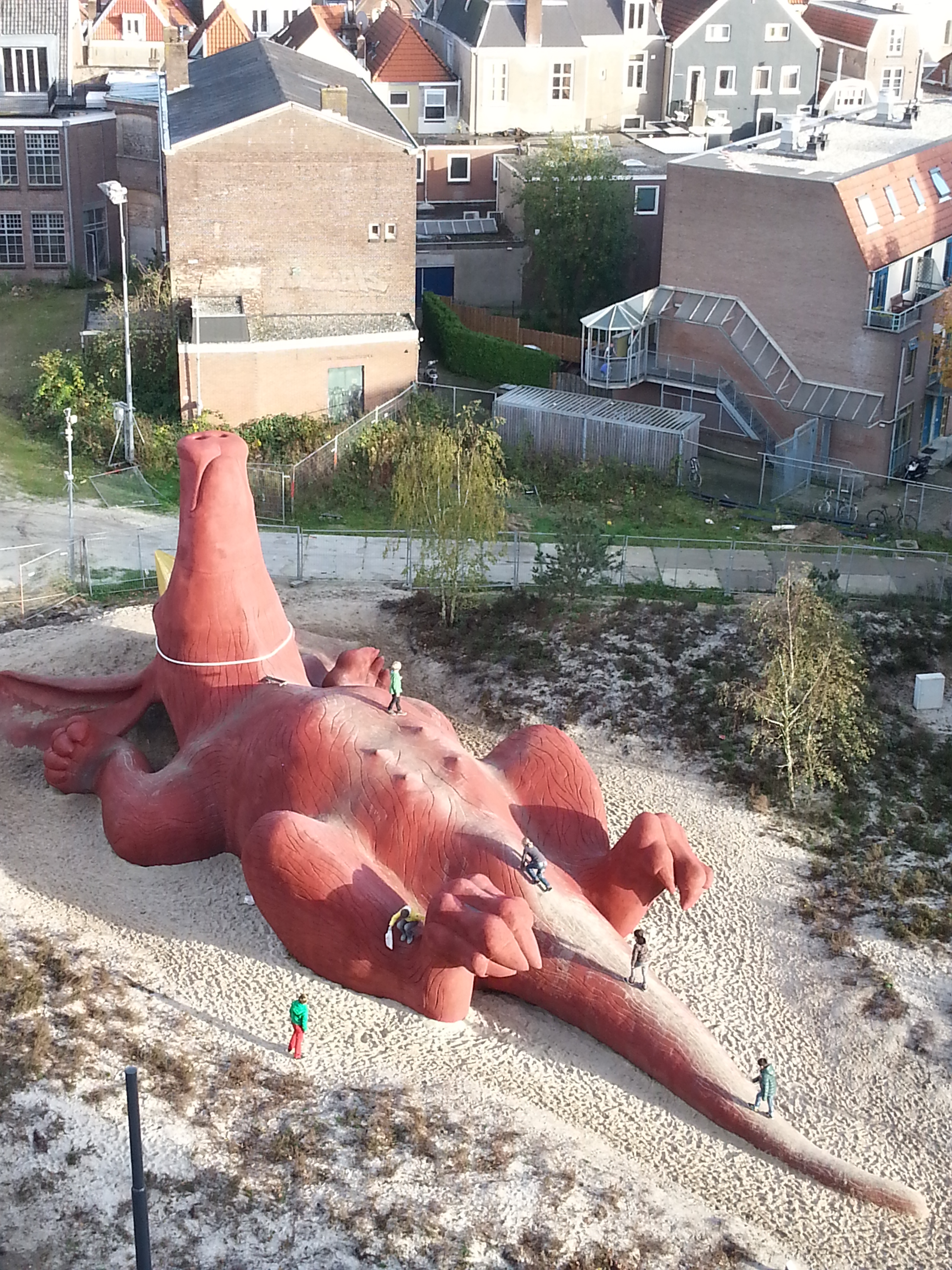
El cerdo festivo en Arnhem (Holanda)

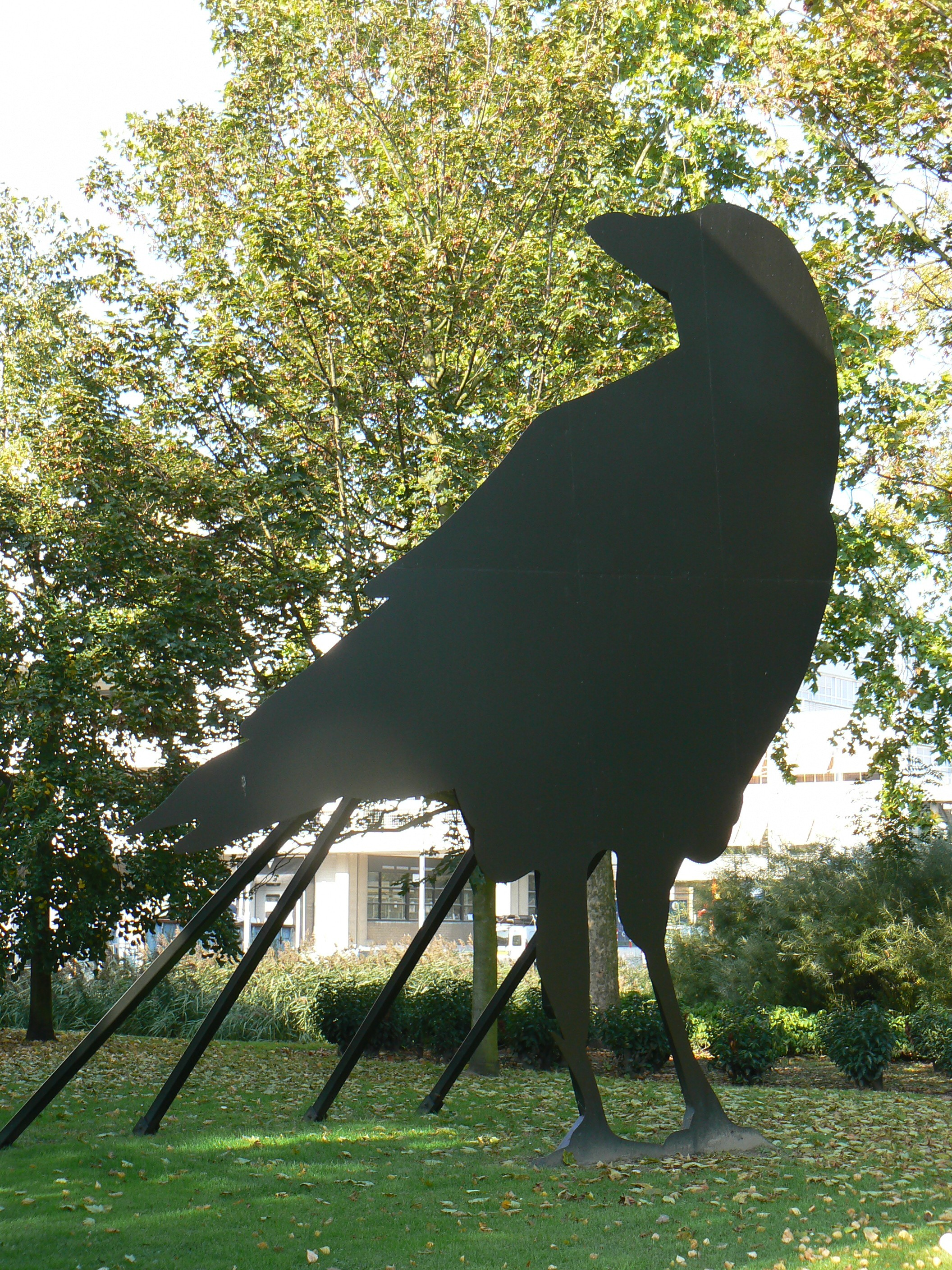
Cuervo en Museo de Historia Natural Róterdam
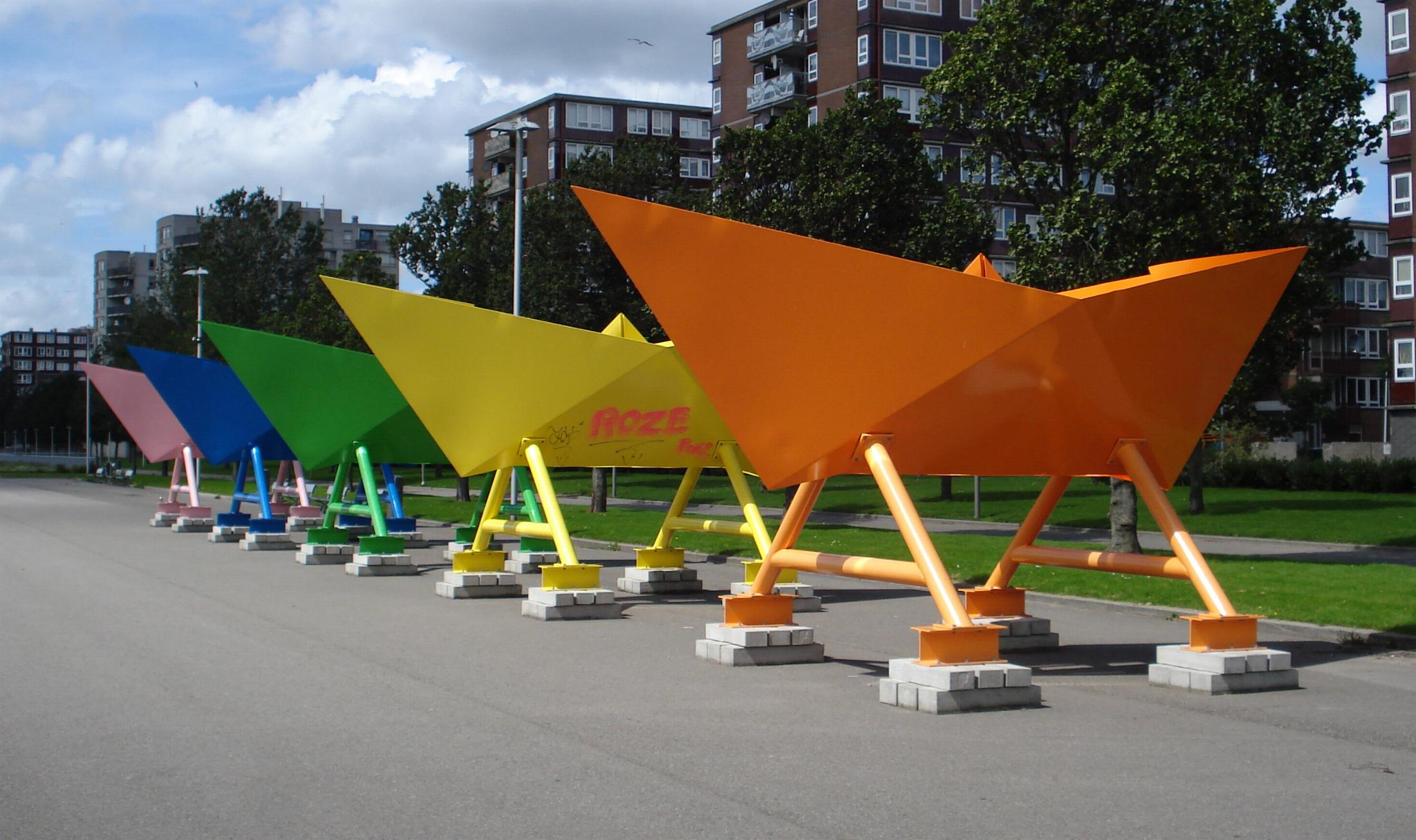
Barcas de papel en Róterdam